# Paradidactylia wichei
Paradidactylia wichei är en skalbaggsart som beskrevs av Rudolph Petrovitz 1961. Paradidactylia wichei ingår i släktet Paradidactylia och familjen Aphodiidae. Inga underarter finns listade i Catalogue of Life.